# 戸部町 (横浜市)
戸部町（とべちょう）は、神奈川県横浜市西区の町名である。古くは戸部村で、1859年（安政6年）に戸部町へ改称、現在も一部が戸部町として残っており、現行行政地名は戸部町1丁目から戸部町7丁目（字丁目）。住居表示未実施区域。

## 歴史
旧町域に戸部民部というものが居住していたことに由来すると伝えられる。武蔵国久良岐郡に属し、戦国時代は戸部郷、江戸時代は戸部村と呼ばれ、江戸幕府直轄領であった。文政年間（1818年 - 1829年）に村内の野毛浦が野毛村（現・野毛町）として分立する。
1859年（安政6年）、横浜港が開港すると横浜道が村内に開削され、横浜港を管轄するための神奈川奉行所、役宅、監獄（横浜刑務所の起源）など官庁機構が集中。また、戸部村内にも町屋が形成され、戸部町と改称した。
横浜の市街地の拡大とともに1870年（明治3年）に宮崎町、1872年（明治5年）に伊勢町、1876年（明治9年）には老松町および月岡町が相次いで起立して分離した。また、鉄道（のちの東海道線）敷設のために海岸部が埋め立てられ、桜木町などが成立している。1878年（明治11年）の郡区町村編制法で、戸部町のうち既に市街化の進んでいた横浜道沿いの区域が伊勢町や宮崎町、野毛町などともに横浜区の一部となり、1889年（明治22年）の市制施行で横浜市戸部町となった。
戸部町の残存区域は郡区町村編制法により再び久良岐郡戸部町となり、1889年（明治22年）の町村制施行で久良岐郡戸太村（とだむら）の大字戸部となった。戸太村は1895年（明治28年）に町制を施行して戸太町となり、1901年（明治34年）に横浜市に編入された。その際、既存市域内に既に戸部町があったことから、旧戸太町大字戸部は西戸部町と改称された。横浜市編入後、数次の市区改正および住居表示の実施により新町が起立・分離し、現在「西戸部町」として残るのは編入当時の西戸部町のごく一部である。

## 地理
旧町域は西区の南に位置し、南から西にかけては洪積台地の野毛山、北は石崎川を隔てて平沼、東は桜木町やみなとみらいに隣接する。

## 世帯数と人口
2025年（令和7年）3月31日現在（横浜市発表）の世帯数と人口は以下の通りである。
| 丁目        | 世帯数    | 人口    |
| ----------- | --------- | ------- |
| 戸部町1丁目 | 192世帯   | 272人   |
| 戸部町2丁目 | 266世帯   | 484人   |
| 戸部町3丁目 | 407世帯   | 777人   |
| 戸部町4丁目 | 448世帯   | 777人   |
| 戸部町5丁目 | 380世帯   | 647人   |
| 戸部町6丁目 | 189世帯   | 393人   |
| 戸部町7丁目 | 393世帯   | 780人   |
| 計          | 2,275世帯 | 4,130人 |

### 人口の変遷
国勢調査による人口の推移。
| 年                 | 人口  |
| ------------------ | ----- |
| 1995年（平成7年）  | 2,953 |
| 2000年（平成12年） | 3,442 |
| 2005年（平成17年） | 3,724 |
| 2010年（平成22年） | 3,671 |
| 2015年（平成27年） | 3,761 |
| 2020年（令和2年）  | 4,145 |

### 世帯数の変遷
国勢調査による世帯数の推移。
| 年                 | 世帯数 |
| ------------------ | ------ |
| 1995年（平成7年）  | 1,283  |
| 2000年（平成12年） | 1,578  |
| 2005年（平成17年） | 1,816  |
| 2010年（平成22年） | 1,869  |
| 2015年（平成27年） | 1,922  |
| 2020年（令和2年）  | 2,193  |

## 学区
市立小・中学校に通う場合、学区は以下の通りとなる（2024年11月時点）。
| 丁目        | 番地 | 小学校             | 中学校             |
| ----------- | ---- | ------------------ | ------------------ |
| 戸部町1丁目 | 全域 | 横浜市立戸部小学校 | 横浜市立老松中学校 |
| 戸部町2丁目 | 全域 | 横浜市立戸部小学校 | 横浜市立老松中学校 |
| 戸部町3丁目 | 全域 | 横浜市立戸部小学校 | 横浜市立老松中学校 |
| 戸部町4丁目 | 全域 | 横浜市立戸部小学校 | 横浜市立老松中学校 |
| 戸部町5丁目 | 全域 | 横浜市立戸部小学校 | 横浜市立老松中学校 |
| 戸部町6丁目 | 全域 | 横浜市立戸部小学校 | 横浜市立老松中学校 |
| 戸部町7丁目 | 全域 | 横浜市立戸部小学校 | 横浜市立老松中学校 |

## 事業所
2021年現在の経済センサス調査による事業所数と従業員数は以下の通りである。
| 丁目        | 事業所数  | 従業員数 |
| ----------- | --------- | -------- |
| 戸部町1丁目 | 5事業所   | 160人    |
| 戸部町2丁目 | 12事業所  | 87人     |
| 戸部町3丁目 | 26事業所  | 125人    |
| 戸部町4丁目 | 42事業所  | 350人    |
| 戸部町5丁目 | 32事業所  | 165人    |
| 戸部町6丁目 | 10事業所  | 76人     |
| 戸部町7丁目 | 26事業所  | 201人    |
| 計          | 153事業所 | 1,164人  |

### 事業者数の変遷
経済センサスによる事業所数の推移。
| 年                 | 事業者数 |
| ------------------ | -------- |
| 2016年（平成28年） | 168      |
| 2021年（令和3年）  | 153      |

### 従業員数の変遷
経済センサスによる従業員数の推移。
| 年                 | 従業員数 |
| ------------------ | -------- |
| 2016年（平成28年） | 1,475    |
| 2021年（令和3年）  | 1,164    |

## その他

### 日本郵便
- 郵便番号：220-0042[3]（集配局：神奈川郵便局[16]）

### 警察
町内の警察の管轄区域は以下の通りである。
| 丁目        | 番・番地等 | 警察署     | 交番・駐在所 |
| ----------- | ---------- | ---------- | ------------ |
| 戸部町1丁目 | 全域       | 戸部警察署 | 伊勢町交番   |
| 戸部町2丁目 | 全域       | 戸部警察署 | 伊勢町交番   |
| 戸部町3丁目 | 全域       | 戸部警察署 | 伊勢町交番   |
| 戸部町4丁目 | 全域       | 戸部警察署 | 高島交番     |
| 戸部町5丁目 | 全域       | 戸部警察署 | 高島交番     |
| 戸部町6丁目 | 全域       | 戸部警察署 | 高島交番     |
| 戸部町7丁目 | 全域       | 戸部警察署 | 高島交番     |

## 現在の地域
（以下、横浜区→横浜市）

### 戸部町
1878年（明治11年）の郡区町村編制法による行政区画編成の際に、戸部町のうち既に市街化していたことから以下の3町（いずれも戸部町から分離）とともに横浜区の一部となった区域である。横浜道（現：戸部通り）沿いの細長い地域で、古くからの商店街が形成されている。横浜道と桜川新道の間の300m程の道は、港崎遊郭（現：横浜公園）の岩亀楼の遊女の寮がこの地にあったことから岩亀横丁と呼ばれ、岩亀稲荷が祀られている。

### 宮崎町
1870年（明治3年）に成立。旧来の地名の宮ケ崎と、当地に創建された伊勢山皇大神宮に因んで命名された。宗教施設が多く、皇大神宮のほか、成田山横浜別院延命院、曹洞宗萬徳寺、日本基督教団紅葉坂教会がある。

### 伊勢町
1872年（明治5年）に成立。伊勢山皇大神宮に因んで命名された。横浜駅根岸線が通り、そこから分岐する保土ケ谷道沿いには伊勢町商店街がある。

### 老松町
1876年（明治9年）に成立。老松が多く景勝の地であったことから命名された。同年に成立した月岡町を1935年に吸収。野毛山の丘陵地で、野毛山公園、野毛山動物園や横浜市中央図書館がある。

### 紅葉ケ丘
1928年（昭和3年）に伊勢町・戸部町の一部から成立。紅葉坂上の丘陵地で、神奈川奉行所跡の神奈川県立青少年センター、神奈川県立図書館、神奈川県立音楽堂、掃部山公園内の横浜能楽堂がある文教エリアとなっている。
（以下、旧戸太町大字戸部）

### 西戸部町
戸太町が横浜市へ編入されて大字戸部は西戸部町となり、1928年（昭和3年）に、西前・藤棚・浜松・御所山・境之谷・杉山・扇田・天神・紅梅・石崎の各町が成立。野毛山の北西が現在も西戸部町として残る。

### 西前町
保土ヶ谷道沿いの西前商店街は中央として分離し、現在は区内で最も小さい町になっている。

### 藤棚町
横浜市電停留所前の和菓子屋に藤棚があったことから停留所名となり、住民の要望で町名にも採用された。

### 浜松町
塩田だった頃に松があったことから命名された。国道1号と国道16号との分岐点である浜松町交差点がある。

### 御所山町
曾我兄弟の仇討ちの際に、曾我時致を取り押さえた御所五郎丸が居住していたと伝えられることから、御所山と呼ばれていた。

### 境之谷
野毛山と久保山に挟まれた谷から、境之谷と呼ばれていた。1913年（大正2年）の横浜市電開通に際して境之谷切通しが切削され、現在は藤棚浦舟通りが通る。

### 中央
1966年（昭和41年）、杉山町・扇田町・西前町の一部などが合併し成立。横浜市西区のほぼ中心で、西区役所など行政機能が集中している。旧戸部村の鎮守・杉山神社がある。

### 戸部本町
1966年（昭和41年）、紅梅町・石崎町・天神町・戸部町の一部などが合併して成立。国道1号が通り、戸部駅、戸部警察署がある。